# 吕欧诺南
吕欧诺南（法語：Rupt-aux-Nonains，法語發音：[ʁy o nɔnɛ̃]）是法国默兹省的一个市镇，属于巴勒迪克区。

## 地理
吕欧诺南（48°40'15"N, 5°6'50"E）面积20.4 平方千米，位于法国大東部大區默兹省，该省份为法国西北部内陆省份，北与比利时接壤，西接马恩省和阿登省，南至上马恩省和孚日省，东临默尔特-摩泽尔省。
与吕欧诺南接壤的市镇（或旧市镇、城区）包括：昂塞维尔、佩尔图瓦地区奥尔努瓦、索河畔巴赞库尔、库桑斯莱福日、艾龙维尔、拉万库尔、索姆洛讷。

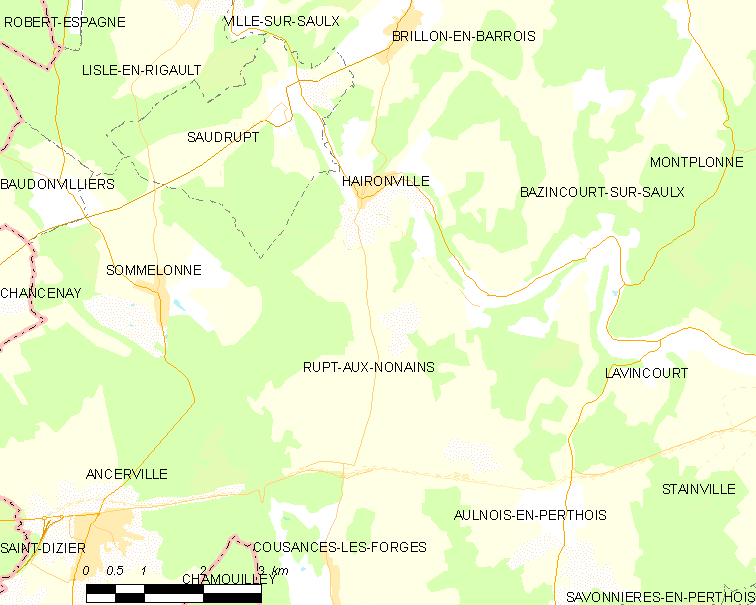
吕欧诺南的OSM定位图

吕欧诺南的时区为UTC+01:00、UTC+02:00（夏令时）。

## 行政
吕欧诺南的邮政编码为55170，INSEE市镇编码为55447。

## 政治
吕欧诺南所属的省级选区为昂塞维尔县。

## 人口

1962-2008年间吕欧诺南人口变化图示

吕欧诺南于2022年1月1日时的人口数量为367人。